# Суинхо, Чарльз
Чарльз Суи́нхо (другие варианты транскрипции фамилии: Суи́нго, Сви́нхо, Сви́нго, Свайно; род. 27 августа 1838, Калькутта — 2 декабря 1923) — английский натуралист и лепидоптеролог. Один из восьми основателей Бомбейского общества естественной истории (англ. Bombay Natural History Society). Брат известного натуралиста Роберта Суинхо. Служил в британской армии в Индии.

## Биография
Служил в Крыму. После Восстания сипаев направлен в Индию. В 1880 вместе с лордом Робертсом посетил Кандагар. На обратном пути в Индию они собрали 341 образец птиц. Позднее они были описаны в журнале «Ибис» (1882: 95-126). К 1885 году Суинхо дослужился до полковника.
Застрелил 50—60 тигров. Был членом Британского союза орнитологов. Автор статей о птицах южного Афганистана и центральной Индии для журнала «Ибис». Свайно подарил Британскому музею по 300 шкурок птиц из каждой из этих стран. Также собирал насекомых, коллекционировал бабочек. Коллекция индийских Lepidoptera, принадлежавшая Чарлзу, была одной из крупнейших в своё время (40 000 особей из 7000 видов и 400 новых видов, описанных им самим).
После смерти Фредерика Мура в 1907 году Свайно завершил его труд «Lepidoptera Indica». Публиковался в «Annals and Magazine of Natural History». Также он стал автором «A Revision of the Genera of the Family Liparidae» и совместно с Эверардом Чарлзом Котсом опубликовал «Catalogue of the Moths of India» (Calcutta, 1887-89).
Выйдя в отставку, поселился в Оксфорде и получил почётную научную степень M.A. за свои работы в области энтомологии. Энтомологическое общество Франции сделало его своим почётным членом.
Коллекцию бабочек Свайно приобрёл Джеймс Джон Джойси.